# Getto w Bolimowie
Getto w Bolimowie – getto żydowskie w Bolimowie, utworzone przez Niemców w czasie II wojny światowej, istniejące w latach 1940–1942.

## Historia
Przed wybuchem II wojny światowej w Bolimowie mieszkało 235 Żydów. 
Jesienią 1939 roku do Bolimowa przesiedlono 120 osób narodowości żydowskiej z Łowicza. Zostali zakwaterowani w Bet Midraszu. Od początku okupacji ludność żydowska była zmuszana do pracy na rzecz III Rzeszy. Pracowali m.in. przy pozyskiwaniu drewna w okolicznych lasach. Utworzono Judenrat i policję żydowską liczącą 25 osób, w tym 5 to uchodźcy.
Zarządzeniem hitlerowskiego starosty powiatu łowickiego dr Schwendera z 27 maja 1940 roku zostało utworzone getto żydowskie. 
„Zezwalam na czasowe pozostanie Żydów w Bolimowie i polecam zająć się urządzeniem zamkniętego obszaru dla Żydów. Ten zamknięty obszar zamieszkania otoczyć parkanem i oznaczyć przy pomocy tablic orientacyjnych. Poza tym obszarem nie mogą zamieszkiwać Żydzi. Na terenie tego obszaru zamieszkania nie mogą zamieszkiwać Aryjczycy”.
Getto początkowo było otwarte. Obejmowało rejon rynku i ulicy Farnej. W czerwcu 1940 dzielnica została ogrodzona i zamknięta – na tzw. aryjską stronę można było przechodzić na podstawie specjalnych przepustek, wydawanych przez wójta. Getto zostało otoczone drewnianym płotem z drutem kolczastym. Na małej przestrzeni miasta zgromadzono około 1500 osób. Byli to miejscowi Żydzi jak i przesiedleńcy ze Strykowa, Łodzi i Łowicza. W grudniu 1940 roku Żydowska Samopomoc Społeczna podała, że w getcie bolimowskim mieszkało 460 osób.
Na terenie getta działała poczta, kasa chorych, ambulans i sklep. Żydzi z getta pracowali między innymi w lesie i na folwarku w Woli Szydłowieckiej. Dzięki wychodzeniu na zewnątrz mogli kupić nielegalnie żywność od okolicznych chłopów i przemycić ją do getta.
Getto zostało zlikwidowane w marcu 1942 roku. Mieszkańców Niemcy wywieźli do getta warszawskiego, skąd później trafili do niemieckiego nazistowskiego obozu zagłady w Treblince. Duża liczba przesiedlonych Żydów z Bolimowa wcześniej zmarła z głodu i chorób zakaźnych w trakcie półtorarocznego pobytu w Warszawie. 
11 mieszkańców Żydów pozostawionych do uprzątnięcia getta zostało następnie zamordowanych przez żandarmerię niemiecką w lasach bolimowskich.